# Caspar Movius
Caspar Movius, auch Caspar Mowen, (* 26. Oktober 1610 in Lenzen (Elbe); † 24. Januar 1671 in Stralsund) war ein deutscher Lehrer, Kirchenmusiker und Komponist.

## Leben
Er studierte 1629 bis 1634 in Greifswald und Rostock Theologie. Michaelis 1634 wurde er als Subrektor an das Gymnasium Stralsund berufen. Von 1667 bis zu seinem Tode wirkte er dort als Konrektor.
Movius war zweimal verheiratet. Aus der ersten Ehe (seine Frau starb 1660) ging der Sohn Friedrich Movius hervor. 1661 heiratete Movius eine Stralsunder Kaufmannswitwe.

## Musikalisches Werk
Beate Bugenhagen, Studentin am Institut für Kirchenmusik & Musikwissenschaft in Greifswald, schreibt dazu in der „Märkischen Allgemeinen“: Movius' kompositorisches Schaffen ist ausschließlich der geistlichen Vokalmusik gewidmet. Die generalbassbegleitenden Gesänge seiner ersten Sammlungen "Hymnodia Sacra" 1 und 2 entstanden 1634 und "Psalmodia Sacra Nova" (Geistlicher Concerten neues Werck) 1636. Weitere folgten, wie zum Beispiel "Triumphus Musicus Spiritualis" für sechs bis acht Singstimmen und Generalbass im Jahre 1640.